# Джузепе Галдеризи
Джузепе Галдеризи (на италиански: Giuseppe Galderisi) е италиански футболист-национал, нападател и треньор.

## Биография
Роден е на 22 март 1963 г. в град Салерно, Италия. Юноша на Салернитана. Започва своята професионална кариера през 1980 г. във ФК Ювентус. След това играе в още 8 клуба и завършва своята кариера през 1997 г. в американския Ню Ингланд Ривълюшън. От 2000 г. започва работа като треньор на италиански отбори от по-долните серии. От 2008 г. е треньор на Пескара Калчо. Дебютира в националния отбор на своята страна през 1985 г., като до 1987 г. изиграва 10 мача без отбелязан гол.